# Zgodovina Antarktike
Po odcepitvi od Gondvane je Antarktika počasi polzela na njen sedanji položaj okrog južnega tečaja. Z ledom je bila pokrita približno od začetka pliocena pred 5 milijoni let.

## Odkritje celine
V zahodnem svetu so stoletja obstajala prepričanja o obstoju Terre Australis, obsežne celine na južnem delu zemlje, ki naj bi uravnotežala maso Evrope, Azije in severne Afrike. Evropski zemljevidi so to celino prikazovali, dokler kapitan James Cook s svojo posadko na ladjah Resolution (ang. odločnost) in Adventure (ang. dogodivščina) ni med letoma 1772 in 1775 kar trikrat prekoračil južnega tečajnika in tako ovrgel mit o obstoju Terre Australis. Ledene plošče so mu preprečile, da bi uzrl resnično celino, ki se je kasneje izkazala za mnogo manjšo od predvidevanj.
Osebe, ki je potrjeno prva uzrla Antarktiko, ne moremo natančno določiti, vendar se lahko omejimo na tri posameznike. To so bili:
- Fabian von Bellingshausen, kapitan ruske carske mornarice,
- Edward Bransfield, kapitan britanske mornarice in
- Nathaniel Palmer, ameriški lovec na tjulnje iz Stoningtona v Connecticutu.

Bransfield je verjetno zagledal Antarktiko 27. januarja 1820, tri dni pred Palmerjem.
Prvi pristanek se je najverjetneje zgodil dobro leto po tem. Ameriški lovec na tjulnje John Davis je izjavil, da je stopil na Antarktiko 7. februarja 1821 Arhivirano 2005-04-17 na Wayback Machine..

## Prve odprave
Po določitvi položaja severnega magnetnega tečaja leta 1831, so raziskovalci in znanstveniki pričeli iskati še južnega. Eden njih, James Clark Ross, je določil njegov natančen položaj, a ga ni mogel doseči. Kartiral je tudi Rossovo ledeno polico, ki je kasneje dobila ime po njem.
Leta 1897 je odprava z mednarodno zasedbo pod vodstvom Belgijca Adriana de Gerlacha iz Antwerpna v Belgiji odplula proti Antarktiki. Sestavljali so jo: romunski zoolog Emile Racovitza, poljski geolog Henryk Arctowski, belgijski navigator in astronom George Lecointe, nekaj Norvežanov, vključno z Roaldom Amundsenom, in ameriški kirurg Frederick A. Cook. Leta 1898 so postali prvi ljudje, ki so prezimili na Antarktiki, saj se je njihova ladja Belgica ujela v led. To se je zgodilo 28. februarja 1898. Ledeni oklep jih je izpustil šele 14. marca 1899. Medtem se je nekaj možem zmešalo, ne le zaradi polarne noči in dolgotrajnih težkih razmer, temveč tudi zaradi jezikovnih težav med različnimi narodnostmi.

## Narodna antarktična odprava
Britanska Narodna antarktična odprava (ang. National Antarctic Expedition) je potekala v letih 1901–1904. Vodil jo je Robert Falcon Scott, dosegla pa je točko 857 km stran od južnega tečaja.

## Britanska antarktična odprava
Ernest Shackleton, član Scottove odprave, je organiziral in vodil Britansko antarktično odpravo (ang. British Antarctic Expedition) v letih 1907–1909. Njen glavni cilj je bil zopet doseči južni tečaj. Morali so se obrniti 180 km pred ciljem.

## Odpravi Scotta in Amundsena na južni tečaj
14. decembra 1911 je skupina pod vodstvom norveškega polarnega raziskovalca Roalda Amundsena prvič dosegla južni tečaj. En mesec kasneje ji je sledila skupina Roberta Falcona Scotta. Ob povratku jih je zajel snežni vihar - blizzard in vsi člani so umrli. Po raziskovalcih se imenuje Postaja Amundsen-Scott na južnem tečaju.

## Imperialna transantarktična odprava
Britanska Imperialna transantarktična odprava (ang. Imperial Trans-Antarctic Expedition), ki jo je zopet vodil Shackleton, se je leta 1914 odločila prečiti Antarktiko prek tečaja. Njihova ladja, Endurance (Vzdržljivost), je bila ujeta in zdrobljena med ledenimi ploščami, še preden so pristali. Člani odprave so preživeli po potovanju prek ledu do Slonovega otoka (ang. Elephant Island). Shackleton in peterica ostalih je nato v odprtem čolnu z imenom James Caird prečila Južni ocean, pristala na Južni Georgii in prečkala otok, da bi dosegla kitolovsko postajo Grytviken in tam zagnala preplah.

## Odprave admirala Byrda
Kontraadmiral ameriške mornarice Richard Evelyn Byrd je vodil pet antarktičnih odprav v 30., 40. in 50. letih 20. stoletja. 28. in 29. novembra 1929 je skupaj s pilotom Berntom Balchnom preletel južni tečaj, da bi ponovil svoj dosežek iz leta 1926 s severnega tečaja. Njegove raziskave so znane po objektivnosti, predstavljajo pa tudi temelj modernega raziskovanja Antarktike. Byrd je bil tudi pionir letalstva na tem kontinentu. Arhivirano 2004-06-26 at the Library of Congress
Do 31. oktobra 1956 nihče ni ponovno stopil na južni tečaj. Tega dne je kontraadmiral ameriške mornarice George Dufek  Arhivirano 2004-06-26 at the Library of Congress skupaj z drugimi na tečaju pristal z letalom Douglas DC-3.

## Odprave med mednarodnim geofizikalnim letom (1957)
Med mednarodnim geofizikalnim letom 1957 je bilo na Antarktiko poslanih veliko odprav.
Novozelandski gornik Edmund Hillary je vodil odpravo, ki je za polarna potovanja uporabljala kmetijske traktorje. Na tečaj je prišla pozno v letu 1957. To je bila prva odprava po Scottovi, ki je na tečaj prišla po kopnem. Hillary je puščal skladišča hrane za Britansko transantarktično odpravo (ang. British Trans-Antarctic expedition) in v svojem slogu do tečaja prišel po ovinku, saj je odprava potekala dobro. Leta 1958 je britanski raziskovalec Vivian Fuchs vodil uspešno čeztečajno odpravo, ki je končala potovanje po Shackletonovi zamisli.

## Sodobnost
Pogodba o Antarktiki je bila podpisana 1. decembra 1959 in začela veljati 23. junija 1961.
Otrok z imenom Emilio Marcos de Palma je bil rojen blizu Zaliva upanja (ang. Hope Bay) 7. januarja 1978. Postal je prvi človek, rojen na Antarktiki in obenem najjužneje rojeni človek v zgodovini. Njegova mati je odšla na Antarktiko po ukazu argentinske vlade.
28. novembra 1979 se je potniško letalo DC-10 novozelandske letalske družbe Air New Zealand zaletelo v Mount Erebus na Rossovem otoku. Vseh 257 potnikov je umrlo. Nesreča je povzročila konec turističnih poletov komercialnih letalskih prevoznikov na Antarktiko, saj bi morebitno iskanje in reševanje zahtevalo preveč sredstev.
Marca 2002 se je iz Ledenega jezika Thwaites in Ledene police Larsen B na antarktičnem polotoku odtrgala ledena gora s površino 5500 km in se razdrobila v manjše delce. Ledena polica je bila debela 200 metrov in je imela površino 3250 km2.

### e-knjige Projekta Gutenberg
- Brezplačna e-knjiga: The South Pole; an account of the Norwegian Antarctic expedition in the »Fram,« 1910-12 — Volume 1 and Volume 2 iz Projekta Gutenberg
- Brezplačna e-knjiga: The Worst Journey in the World, Volumes 1 and 2 Antarctic 1910-1913 iz Projekta Gutenberg
- Brezplačna e-knjiga: South: the story of Shackleton's 1914-1917 expedition iz Projekta Gutenberg